# Lisette Model
Lisette Model (n. 10 noiembrie 1901, Viena ca Elise Amelie Felicie Stern, în 1903 schimbă numele în Seybert – d. 30 martie 1983 în New York) a fost o fotografă americană.

## Date biografice
Lisette Model a studiat prin anii 1920 muzica la Arnold Schönberg. În 1926 după moartea tatălui emigrează împreună cu sora și mama sa la Paris unde termină studiul muzicii și începe din 1933 să se preopcupe de arta fotografică. În Nizza unde expune o galerie foto, îl cunoaște pe viitorul ei soț. Emigrează în 1938 în SUA, acolo va cunoaște personalități ca Alexei Brodowici și fotografii: Ansel Adams și Berenice Abbott. Model fotografiază în New York, hoteluri, baruri și localuri de noapte. În perioada anticomunistă a McCarthismului pentru a înlătura suspiciunea FBI-ului a refăcut seria ei de fotografii Promenada Anglaiei, care avea tendențe comuniste. Lisette Model a făcut portrete despre personalități ca Frank Sinatra sau Georges Simenon. În 1957 începe o serie fotografică despre jazz, când îi fotografiază pe Louis Armstrong și Ella Fitzgerald. Din 1957 începe să predea arta fotografică la New School for Social Research. Printe elevii ei se numără Diane Arbus și Bruce Weber. Lisette Model moare în 1983 într-un spital din New York.